# インプリネッタ (小惑星)
インプリネッタ (1165 Imprinetta) は、小惑星帯にある小惑星の一つである。ヘンドリク・ファン・ヘントがヨハネスブルクのユニオン天文台で発見した。
発見者の妻に因んで名付けられた。
2018年2月22日、インプリネッタによるコップ座の方向にある10等級の恒星TYC 5517-227-1の掩蔽が観測された。この掩蔽の観測により恒星の大きさが太陽の11倍であることが判明した。